# Flughafen Münster/Osnabrück
Münster Osnabrück International Airport, også benævnt Flughafen Münster/Osnabrück, (IATA: FMO, ICAO: EDDG), er en international lufthavn, 8 km øst for Greven, 5 km vest for Ladbergen, 25 km nord for Münster, 35 km syd/vest for Osnabrück, i Kreis Steinfurt, i delstaten Nordrhein-Westfalen, Tyskland.

## Historie

### Etablering 1954-1972
I 1954 startede man op med bruge området på Hüttruper Hede til start og landinger med svævefly. 20. december 1957 fik motorsportsklubben fra Greven lov til at bruge pladsen til motorfly.
Byerne Münster, Osnabrück og Greven samt de daværende Landkreise Münster og Tecklenburg stiftede 21. december 1966 selskabet Flughafen Münster/Osnabrück GmbH (FMO). Selskabets ledelse fik opgaven at finde et egnet område til at etablerede en lufthavn.
I midten af 1967 kontaktede de lokale tyske myndigheder og FMO den britiske hær, og spurgte om de kunne yde bistand til etableringen af en lufthavn i området imellem Münster og Osnabrück. Man havde udset sig området imellem Greven og Ladbergen hvor der allerede blev fløjet med svævefly. På grund af der kun er få hundrede meter til Dortmund-Ems-kanalen var området meget sumpet, ligesom der var mange store bevoksninger på stedet. Under 2. verdenskrig blev området bombet af De Allierede, og man havde mistanke om mange ueksploderede bomber stadigvæk fandtes i terrænet. Til afhjælpning af disse udfordringer ønskede man derfor fra myndighedernes side, hjælp fra briterne.
1. januar 1968 overdrog luftsportsklubberne fra Greven alle rettighederne af deres landingsområde på Hütttruper Hede til selskabet bag de nye lufthavn, og i marts samme år indgås der en aftale med briterne. Det blev enheden British Army of the Rhine der skulle stå for dræning og rydde et område på 2120 meter i længden og 500 meter bredt. Udover dette skulle de anlægges en landingsbane på 1580 meter med sand som underlag. De indledelse undersøgelser blev startet i april, og allerede 24. september samme år godkendte delstaten at landingsbanen kunne blive 2000 meter lang, og en større forplads kunne anlægges.

### Åbningen i 1972 til 2009
Den 27. marts 1972 blev lufthavnen officielt åbnet. Det danske selskab Cimber Air var de første der startede en rute fra Münster/Osnabrück, da de 3 gange om dagen fløj tur/retur til Flughafen Frankfurt Main. Første år betjente lufthavnen 25.000 passagerer. Rejsearrangørerne TUI og Neckermann begyndt i 1973 at sende charterfly til Palma de Mallorca fra lufthavnen.
I 1975 var et nyt kontroltårn færdigbygget og man fik etableret et instrumentlandingssystem, så operationer i lav sigtbarhed kunne gennemføres. Myndighederne gav samme år lufthavnen status som toldlufthavn, så der blev etableret en tax-free butik og faciliteter til luftfragt.
Landingsbanen blev i 1976 forlænget med 170 meter, så den fik de nuværende mål på 2170 meter i længden og 45 meter i bredden.
Lufthavnen fik i 1986 som den tolvte i Vesttyskland status som international lufthavn. Året efter færdiggjorde man den store Hangar 4 og Lufthansa begyndte i 1989 at flyve om natten med post og fragt. Kontroltårnet udskiftede man i 1990, og byggeriet af en en fragtterminal på 1200 m² blev påbegyndt året efter.
En ny og moderne passagerterminal blev indviet i 1995.
1.774.739 millioner passagerer gik igennem terminalen i 2000 hvilket var rekord for lufthavnen. Man begyndte på byggeriet af Terminal 2, som blev åbnet året efter.
Efter 11 års diskussioner og retssager igennem flere instanser, får lufthavnen i 2006 tilladelse til at forlænge landingsbanen til 3600 meter. Projektet vil koste 120 € og skulle udføres i etaper, med afslutning i 2009. Men miljøforkæmpere fik stoppet projektet og fortsatte modstanden mod forlængelsen, og antydede at naturområdet Hüttruper Hede ville tage skade, ligesom en udvidelse er unødvendig på grund af antallet af passagerer kun var 1.58 millioner i 2008. 9. juli 2009 blev det besluttet at forvaltningsdomstolen i Münster igen skulle kigge på sagen.

## Statistik
| År   | Passagerer |
| 1985 | 139.041    |
| 1992 | 433.604    |
| 1997 | 1.116.654  |
| 1998 | 1.290.255  |
| 1999 | 1.577.468  |
| 2000 | 1.774.739  |
| 2001 | 1.614.938  |
| 2002 | 1.486.637  |
| 2003 | 1.521.342  |
| 2004 | 1.495.594  |
| 2005 | 1.548.661  |
| 2006 | 1.557.923  |
| 2007 | 1.613.413  |
| 2008 | 1.570.506  |